# Pholetesor arisba
Pholetesor arisba är en stekelart som först beskrevs av Nixon 1973.  Pholetesor arisba ingår i släktet Pholetesor och familjen bracksteklar. Inga underarter finns listade i Catalogue of Life.